# 赫珀卢克索 (佛罗里达州)
赫珀卢克索（英語：Hypoluxo），是美国佛罗里达州下属的一座城镇。建立于1955年。面积约 为2.1平方公里（约合0.8平方英里）。根据2010年美国人口普查，该市有人口2,591人。论人口在本州排行第 263。